# Break Up with Your Girlfriend, I’m Bored
Break Up with Your Girlfriend, I’m Bored (stylizowany zapis: break up with your girlfriend, i’m bored) – utwór amerykańskiej piosenkarki i autorki tekstów Ariany Grande wydany 8 lutego 2019 roku przez wytwórnię Republic Records jako trzeci singel promujący jej piąty album studyjny, Thank U, Next (2019). Nagranie, którego twórcami są Grande, jego producenci, Max Martin i Ilya Salmanzadeh, a także Kandi Burruss i Kevin Briggs wykorzystuje interpolację piosenki „It Makes Me Ill”, wykonywanej przez amerykański boysband *NSYNC.
Oficjalny teledysk do utworu został wypuszczony na oficjalnym kanale piosenkarki w serwisie Vevo tego samego dnia. Do tej pory singel był notowany na szczycie list w Wielkiej Brytanii, Irlandii, Nowej Zelandii, Słowacji i Grecji.
Nagranie w Polsce uzyskało status dwukrotnie platynowej płyty.

## Występy na żywo
Utwór ten wokalistka śpiewała na każdym koncercie z trasy Sweetener World Tour. Wykonała go także na festiwalu Lollapalooza, festiwalu Manchester Pride oraz na festiwalu Coachella  razem z zespołem *NSYNC

## Historia wydania
| Region            | Data           | Format                               | Wytwórnia        | Przypisy |
| ----------------- | -------------- | ------------------------------------ | ---------------- | -------- |
| Cały świat        | 8 lutego 2019  | Digital download, media strumieniowe | Republic Records | [ 4 ]    |
| Stany Zjednoczone | 12 lutego 2019 | Contemporary hit radio               | Republic Records | [ 5 ]    |
| Stany Zjednoczone | Kwiecień 2019  | Płyta winylowa, kaseta               | Republic Records | [ 6 ]    |